# Veneto Classic

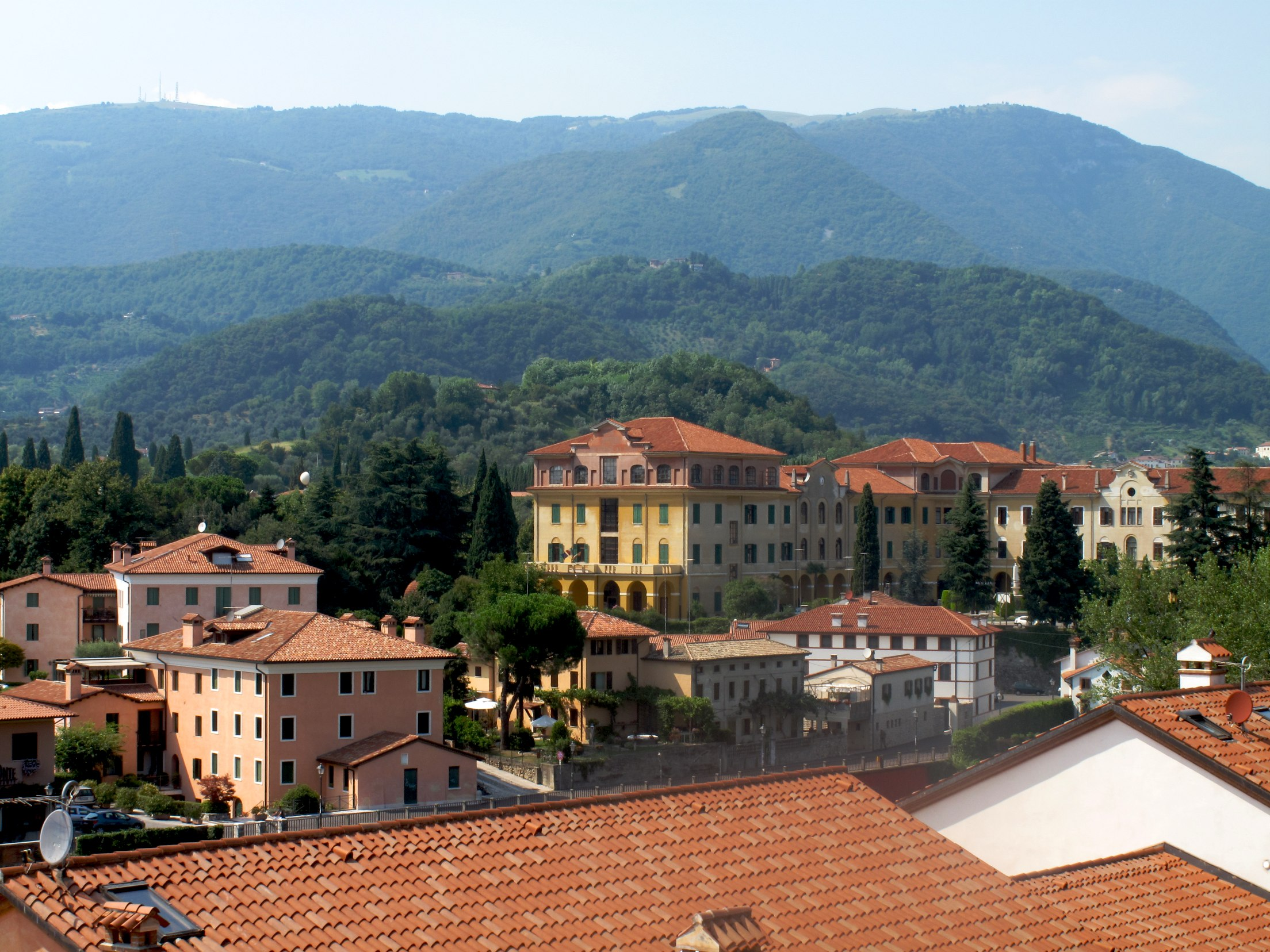
Bassano del Grappa.

Veneto Classic är ett endagslopp i landsvägscykling som avålls i den italienska regionen Veneto.
Loppet skapades 2021 av den förre cyklisten Filippo Pozzato och affärspartnern Jonny Moletta, samtidigt som de återupplivade Giro del Veneto (som inte körts sedan 2012) och skapade ett gruslopp för professionella kallat "Serenissima Gravel". De samlade dessa tre lopp under en femdagarsperiod i mitten av oktober kallad "Ride the Dreamland", vilken består av Giro del Veneto på en onsdag, grusloppet på den följande fredagen och Veneto Classic på söndagen därefter (dessutom körs ett amatörlopp på lördagen).
De båda första upplagorna av loppet inkluderades i UCI Europe Tour klassificerade som 1.1 och 2023 flyttades loppet upp till UCI ProSeries (1.Pro).
Den första upplagan av Veneto Classic startade i Venedig och avslutades med tre varv på en 14 kilometer lång varvbana vid Bassano del Grappa som innehöll några hårda stigningar. Startorten har sedan flyttats båda de följande två åren (först till Treviso och sedan till Mel), men målet har legat kvar i Bassano del Grappa (avslutningens utformning har dock varierat - 2023 kördes två olika varvbanor, vardera på drygt 12 km, tre respektive fyra gånger). Totalt omfattar loppet cirka 2500 höjdmeters klättring.
Stigningar 2023:
La Rosina (4 gånger): 2,1 km med 6,5 % i genomsnitt
La Tisa (4 gånger): 330 m med 15,2 % i genomsnitt, som mest 20 % (delvis på ett underlag som inte ens med bästa vilja kan kallas gatsten)
Diesel Farm (en gång): 1,3 km med 10,9 % i genomsnitt (på grus)
Contrà Soarda (en gång): 400 m med 13,2 % i genomsnitt

## Podieplaceringar
| År   | Vinnare             | Tvåa            | Trea              |
| ---- | ------------------- | --------------- | ----------------- |
| 2021 | Samuele Battistella | Marc Hirschi    | Jhonatan Restrepo |
| 2022 | Marc Hirschi        | Davide Formolo  | Nicola Conci      |
| 2023 | Davide Formolo      | Marc Hirschi    | Filippo Zana      |
| 2024 | Magnus Cort         | Romain Grégoire | Xandro Meurisse   |